# Aeroportul Newman
Aeroportul Newman (IATA: ZNE, ICAO: YNWN) este un aeroport din Australia de Vest, Australia ce deservește zona Newman⁠(d). Aeroportul a fost tranzitat în 2022 de 343.687 de pasageri.
Situat la o altitudine de 526 m, aeroportul dispune de o singură pistă.